# Pedagogie Waldorf
Pedagogia Waldorf este o formă de învățământ bazată pe metode antroposofice de predare și educare. Pedagogia Waldorf urmărește să dezvolte personalitatea copilului în ansamblul ei și să își orienteze oferta de predare în funcție de particularităților diferitelor trepte de vârstă ale copiilor și de cerințele acestor trepte. Ea nu este orientată spre oferirea unei anumite pregătiri profesionale înguste sau a unei specializări.

## Istorie
Prima școală Waldorf a fost întemeiată în 1919 în Stuttgart, Germania, și a fost condusă de un colectiv de dascăli pregătiți de Rudolf Steiner, finanțată de către adeptul său Emil Molt, proprietarul fabricii de tutun Waldorf din Stuttgart, pentru copiii angajaților fabricii sale. Prima școală Waldorf a avut 8 clase, 256 copii și 12 pedagogi. După 3 ani la Hamburg a apărut a doua școală Waldorf, iar a trei școală a luat ființă în Essen (1923), tot în Germania. La patru ani distanță de la înființarea primei școlii Waldorf, această pedagogie părăsește hotarele Germaniei și ajunge în Olanda, Marea Britanie, Elveția, Norvegia, Portugalia, Ungaria. Astfel, în primii șapte ani pedagogia Waldorf se transformă într-o mișcare internațională care cuprindea 11 școli în 7 țări de pe continentul european. Din 1928 se extinde peste Oceanul Atlantic, mai precis în New-York (SUA). Până în 1933 se deschid încă nouă școli Waldorf noi, atât în Germania cât și în alte țări.
Însă odată cu instaurarea regimului nazist în Germania asupra școlii Waldorf, care promova ideea educației ființei umane ca personalitate liberă, se ivește o perioadă neagră asupra acestei forme de învățare. Între anii 1936-1941 activitatea acestei școli a fost interzisă, deoarece era considerată ca „școli primejdioase pentru națiunea germană”. După contopirea Austriei a fost închisă școala din Viena , apoi cele din Olanda, iar o parte din profesorii Waldorf au emigrat peste hotare în Elveția, Marea Britanie și chiar SUA, unde au înființat noi școli Waldorf. În Germania activitatea școlii Waldorf a reînceput abia din 1949. În următorii ani sunt înființate mai multe școli noi, astfel în anii 50 funcționau 62 de școli Waldorf în lume (53 în Europa și 9 în America).
Adevărul era că regimul nazist nu tolera școli private, iar școlile Waldorf, cruțate o vreme de la asta, au fost ultimele închise, în urma fugii lui Rudolf Hess, Führer-ul adjunct, care a fost ocrotitorul antroposofiei și al școlilor Waldorf și apărător vehement al agriculturii biodinamice a lui Steiner. Potrivit lui Karen Priestman, „Deși Societatea de Antropozofie a fost interzisă în noiembrie 1935 și ministrul Educației Reich-ului, Bernhard Rust, a interzis tuturor școlilor private să accepte noi elevi în martie 1936, ultima școală Waldorf a fost închisă abia în 1941”.
Prima grădiniță Waldorf a fost înființată în 1921, apoi s-a dezvoltat paralel cu școlile. În 1978 erau 240 de grădinițe, iar în prezent în jur de 1706.
Metodica școlilor Waldorf este bazată pe o serie de noțiuni despre dezvoltarea omului în domeniile trupesc, sufletesc și spiritual, ce sunt menite să îi ofere dascălului înțelegere pentru ființa lăuntrică a copilului. Acestea rămân însă numai metode de lucru și nu devin conținuturi propriu-zise de predare. De pildă, se consideră că fiecare copil parcurge o dezvoltare în septenarii (perioade de câte 7 ani) și în funcție de caracteristicile acestora se stabilesc unele aspecte ale desfășurării educației.
Concepția pedagogică a școlilor Waldorf susține că numai printr-o predare corespunzătoare necesităților interioare ale fiecărei vârste se poate ajunge la o dezvoltare a omului în sensul libertății, motiv pentru care a fost numită "educație pentru libertate". Această denumire nu trebuie totuși greșit înțeleasă, nefiind vorba de un învățământ ce acordă o libertate deplină copilului, ci de o pregătire în vederea dobândirii unei gândiri independente, odată cu maturitatea.

## Principiile fundamentale ale școlii Waldorf
Principalele fundamente și caracteristici ale pedagogiei Waldorf sunt:
1.vizează transformarea ființei omenești, dezvoltarea sa și crearea unei relații între individ și lumea înconjurătoare, vizând integrarea sa în viața socială;
2.în curriculum-ul Waldorf un loc important îl ocupă artele, lucrul manual, care oferă elevilor un contact cu diverse materiale și nenumărate activități de bază ale omului (sculptură, modelare, pictură etc.), la acestea se adaugă limbajul, istoria, geografia, matematica etc.;
3.elevii reprezintă „scopul și rațiunea existenței școlilor Waldorf” (R. Lanz, 1994, p.85), aceștia sunt considerați individualități și acceptați fără nicio prejudecată socială;
4.unitatea o reprezintă clasa, iar în cazul școlii Waldorf copiii nu sunt lăsați repetenți, considerându-se ca acest fapt are consecințe dezastroase asupra dezvoltării armonioase a copilului;
5.relația elev- profesor are un rol esențial;
6.activitatea pedagogică are o caracteristică mai personală, deoarece profesorul ia mereu legătura cu părinții copiilor referitor la activitățile copiilor, în vederea îmbunătățirii actului didactic;
7.timp de 8 ani profesorul predă mai multe discipline, pentru a descoperi vocațiile elevilor, practic „scopul său nu este o materie, nici toate materiile, ci clasa” (R. Lanz,1994, p.74), din clasa a IX-a materiile sunt predate de profesori specialiștii;
8.profesorul predă materia cu propriile cuvinte, fără a recurge la manuale, iar elevii își alcătuiesc propriile „manuale”, care conțin esențialul materiei predate, redate pe baza memoriei.
Conform lui Rudolf Steiner, este interzis, deoarece este foarte dăunător conform lui, ca elevii să învețe să scrie și să citească înainte de a împlini vârsta de 11-12 ani. El se considera pe sine un caz fericit, deoarece nu învățase bine să scrie nici la vârsta de 13-14 ani. Școlilor Waldorf nu le place să predea scrisul înainte ca elevii să aibă dantura de maturitate.

### Evaluarea în școala Waldorf
Evaluare în școlile Waldorf nu se bazează pe probe, teste, extemporale, teze sau examene, ci are în vedere toți factorii ce permit să fie evaluată personalitatea elevului: scrisul, forma, fantezia, logica, gândirea. De asemenea, se va lua în considerare efortul real pe care elevul l-a făcut pentru a atinge un anumit rezultat.
Evaluarea constă într-o caracterizare calitativă, care evidențiază ceea ce e pozitiv și care critică ceea ce este negativ doar în legătură cu ceea ce elevul ar fi în stare să realizeze. La cererea autorităților din învățământ, școala face o evaluare cantitativă, pe care o menține secretă și o oferă elevului sau părinților numai în momentul în care se încheie studiile.

## Școala Waldorf în România
În România, învățământul Waldorf funcționează atât ca învățământ de stat, cât și ca învățământ privat, organizat de Ministerul Educației, Cercetării și Tineretului, în baza Acordului General de Cooperare, încheiat în anul 1996 cu Federația Waldorf România(FWR), fiind o alternativă la sistemul tradițional de învățământ.
Federația Waldorf asigură calitatea învățământului Waldorf din România prin monitorizare la nivelul fiecărei instituții acreditate de această federație, precum și prin organizarea periodică a unor cursuri care duc la îmbunătățirea demersului pedagogic. Academia de vară Waldorf  și activitățile de pregătire continue oferă cadrelor didactice formarea unor abilități necesare pentru obținerea avizelor care le permit să predea în cadrul acestei forme alternative de învățământ.
În prezent în România există 39 de școli Waldorf, care se împart în grădinițe, școli primare, gimnaziale și liceale. Orașele în care se găsesc școli de tip Waldorf sunt: Timișoara, Alba Iulia, Baia Mare, Bistrița, Cluj-Napoca, Buzău, București și Târgu Mureș fiind cele mai importante.

## Percepție publică
Una dintre criticile frecvente este că școlile Waldorf predau pseudoștiință în loc de știință.
Noțiunile contradictorii găsite în manualele Waldorf sunt distincte de inexactitățile factuale întâlnite ocazional în manualele școlare publice moderne, deoarece inexactitățile din acestea din urmă sunt de o natură specifică și de detaliu, rezultată din progresul științei. Inexactitățile prezente în manualele Waldorf sunt însă rezultatul unui mod de gândire care nu are o bază validă în rațiune sau logică. Această fundație neștiințifică a fost acuzată pentru lipsa cercetărilor empirice sistematice asupra educației Waldorf, deoarece cercetătorii academici ezită să se implice în studii despre școlile Waldorf, de teamă că acest lucru le-ar putea împiedica cariera viitoare.
În 2008, Universitatea din Stockholm și-a încheiat cursurile de formare a profesorilor Waldorf. Într-o declarație, universitatea a afirmat că „cursurile nu au cuprins suficientă teorie a materiei și o mare parte din teoria inclusă nu se bazează pe nicio bază științifică”. Decanul, Stefan Nordlund, a declarat că „programa conține literatură care transmite inexactități științifice care sunt mai mult decât superficiale; sunt de-a dreptul periculoase”.
Altă critică, dintr-o carte din anul 1990, este că ele predau Vechiul Testament ca și cum ar fi istorie reală. Critica a fost confirmată de Dan Dugan într-un interviu din 2016, acuzând școlile Waldorf că predau pseudoistorie.
În 1998, People for Legal and Non-Sectarian Schools (PLANS) a început un proces în care susținea că antroposofia este o religie cu privire la Clauza de înființare și, prin urmare, mai multe districte școlare din California nu ar trebui să fie stipendieze școli Waldorf din banul public; procesul a fost respins în 2012 pentru că nu a demonstrat că antroposofia este o religie. O lucrare în științe juridice din 2012 raportează acest verdict ca fiind provizoriu și nu este de acord cu rezultatul său, adică antroposofia a fost declarată „nefiind o religie” din cauza unui cadru legal învechit. În 2000, un tribunal francez a hotărât că descrierea antroposofiei drept sectă făcută de un ministru francez este defăimătoare. Agenția guvernamentală franceză anti-secte MIVILUDES⁠(en)[traduceți] a raportat că rămâne vigilentă cu privire la antroposofie, în special din cauza aplicațiilor sale medicale deviante și a muncii sale cu minori (pedagogia Waldorf).
Steiner este de asemenea vestit pentru afirmații bizare, cum ar fi „tricotajul produce o dantură puternică” sau „a stimula prea puternic inteligența produce nanism”. Acesta este motivul pentru care elevii școlilor Waldorf croșetează și tricotează.
Printre oamenii de știință (experții în religii), a privi antroposofia drept o mișcare religioasă este un lucru necontroversat.
Benjamin Lazier îl numește pe Steiner un „educator rebel”.
Anthony Mellors a criticat educația Waldorf pentru că se prezintă ca susținând principiile creștine, ascunzând în același timp faptul că interpretarea Bibliei de către Steiner este eretică.
Elevilor de la școlile Waldorf li se cere să creadă în gnomi (ființe supranaturale). Profesorii Waldorf trebuie să creadă în reîncarnare și karma.
Conform unei interpelări din Senatul Franței, teoriile lui Steiner sunt fanteziste, lucru care nu le-a împiedicat să aibă succes la public. Faptul a fost de asemenea recunoscut de cotidianul Libération.
Heiner Ullrich a remarcat despre pegadogia Waldorf: „practică fructuoasă bazată pe o teorie dubioasă”. El a afirmat, de asemenea, că, dacă pedagogia Waldorf a avut succes, aceasta se datorează faptului că este, în multe privințe, lipsită de originalitate. În miezul ei, se bazează pe teorii pedagogice ale altora, care erau deja populare în epoca lui Steiner.

#### Critici
- en  Waldorf Watch
- en  Waldorf Critics